# WIPI2
La proteína 2 que interactúa con fosfoinositido del dominio de repetición WD es una proteína que en humanos está codificada por el gen WIPI2.

## Función
Las proteínas de repetición WD40 son componentes clave de muchas funciones biológicas esenciales. Regulan el ensamblaje de complejos multiproteicos al presentar una plataforma de hélice beta para interacciones proteína-proteína simultáneas y reversibles. Los miembros de la subfamilia WIPI de proteínas de repetición WD40, como WIPI2, tienen una estructura de hélice de 7 palas y contienen un motivo conservado para la interacción con fosfolípidos.
WIPI2 es el homólogo de mamífero de Atg18, no Atg21, junto con la proteína estrechamente relacionada, WIPI1. El ARNm de WIPI2 es fácilmente detectable en varias líneas celulares de laboratorio de uso común (HEK293A, HeLa, A431) y varias líneas de células cancerosas, mientras que la expresión de WIPI1 se limita a células cancerosas pero también se detecta en muchos tejidos humanos.
Las proteínas Atg regulan la autofagia, que es una vía de degradación lisosomal necesaria para mantener la salud celular, sobrevivir a períodos de privación de nutrientes y también desempeña un papel en el cáncer, la neurodegeneración y las respuestas inmunitarias a una amplia gama de patógenos. WIPI2 se recluta temprano en el autofagosoma en formación, junto con DFCP-1, ULK-1 y Atg16, donde regula positivamente la lipidación de Atg8 (LC3). Esto no es cierto para WIPI1.